# Witta
Witta är en del av en befolkad plats i Australien. Den ligger i regionen Sunshine Coast och delstaten Queensland, omkring 88 kilometer norr om delstatshuvudstaden Brisbane. Antalet invånare är 921.
Närmaste större samhälle är Nambour, omkring 16 kilometer nordost om Witta. 
I omgivningarna runt Witta växer i huvudsak städsegrön lövskog. Runt Witta är det glesbefolkat, med 14 invånare per kvadratkilometer. Genomsnittlig årsnederbörd är 1 446 millimeter. Den regnigaste månaden är januari, med i genomsnitt 281 mm nederbörd, och den torraste är september, med 33 mm nederbörd.